# Mistrovství světa juniorů v orientačním běhu 2023
Juniorské mistrovství světa v orientačním běhu 2023 (Junior World Orienteering Championships 2023) se uskutečnilo ve dnech 3.–8. července 2023 v okolí města Baia Mare, Rumunsko. Tato prestižní akce přivítala nejlepší juniorské orientační běžce z celého světa, kteří soutěžili v náročných terénech rumunských Karpat. 

## Program Juniorského mistrovství světa v orientačním běhu 2023
Závody proběhly v různých terénech v okolí Baia Mare, poskytujících rozmanité výzvy pro mladé závodníky.
| Baia Mare Centrum Mistrovství světa juniorů 2023 – BAIA MARE, RUMUNSKO | Datum            | Závod                    | Místo konání | Doprovodné akce      |
| ---------------------------------------------------------------------- | ---------------- | ------------------------ | ------------ | -------------------- |
| Baia Mare Centrum Mistrovství světa juniorů 2023 – BAIA MARE, RUMUNSKO | 2. července 2023 | Příjezd, modelové závody | Baia Mare    |                      |
| Baia Mare Centrum Mistrovství světa juniorů 2023 – BAIA MARE, RUMUNSKO | 3. července 2023 | Sprint                   | Baia Mare    | Slavnostní zahájení  |
| Baia Mare Centrum Mistrovství světa juniorů 2023 – BAIA MARE, RUMUNSKO | 4. července 2023 | Sprintová štafeta        | Baia Mare    |                      |
| Baia Mare Centrum Mistrovství světa juniorů 2023 – BAIA MARE, RUMUNSKO | 5. července 2023 | Middle                   | Cavnic arena |                      |
| Baia Mare Centrum Mistrovství světa juniorů 2023 – BAIA MARE, RUMUNSKO | 6. července 2023 | Volný den                |              |                      |
| Baia Mare Centrum Mistrovství světa juniorů 2023 – BAIA MARE, RUMUNSKO | 7. července 2023 | Long                     | Cavnic arena |                      |
| Baia Mare Centrum Mistrovství světa juniorů 2023 – BAIA MARE, RUMUNSKO | 8. července 2023 | Štafety                  | Cavnic arena | Slavnostní zakončení |

## Sprint
| Zkrácené výsledky – Sprint (JWOC 2023)                  | Zkrácené výsledky – Sprint (JWOC 2023)                  | Zkrácené výsledky – Sprint (JWOC 2023)                  | Zkrácené výsledky – Sprint (JWOC 2023)                  | Zkrácené výsledky – Sprint (JWOC 2023)                 | Zkrácené výsledky – Sprint (JWOC 2023)                 | Zkrácené výsledky – Sprint (JWOC 2023)                 | Zkrácené výsledky – Sprint (JWOC 2023)                 |
| Muži                                                    | Muži                                                    | Muži                                                    | Muži                                                    | Ženy                                                   | Ženy                                                   | Ženy                                                   | Ženy                                                   |
| ------------------------------------------------------- | ------------------------------------------------------- | ------------------------------------------------------- | ------------------------------------------------------- | ------------------------------------------------------ | ------------------------------------------------------ | ------------------------------------------------------ | ------------------------------------------------------ |
| - Traťové parametry: 4,3 km, 28 kontrol - 174 závodníků | - Traťové parametry: 4,3 km, 28 kontrol - 174 závodníků | - Traťové parametry: 4,3 km, 28 kontrol - 174 závodníků | - Traťové parametry: 4,3 km, 28 kontrol - 174 závodníků | - Traťové parametry: 3,8 km, 24 kontrol - 153 závodnic | - Traťové parametry: 3,8 km, 24 kontrol - 153 závodnic | - Traťové parametry: 3,8 km, 24 kontrol - 153 závodnic | - Traťové parametry: 3,8 km, 24 kontrol - 153 závodnic |
| Umístění                                                | Jméno                                                   | Čas                                                     | Ztráta                                                  | Umístění                                               | Jméno                                                  | Čas                                                    | Ztráta                                                 |
| Zlatá medaile                                           | Anselm Reichenbach                                      | 15:47                                                   | –                                                       | Zlatá medaile                                          | Rita Maramarosi                                        | 15:13                                                  | –                                                      |
| Stříbrná medaile                                        | Guilhem Verove                                          | 15:55                                                   | +0:08                                                   | Stříbrná medaile                                       | Pia Young Vik                                          | 15:37                                                  | +0:24                                                  |
| Bronzová medaile                                        | Jurgen Joonas                                           | 15:56                                                   | +0:09                                                   | Bronzová medaile                                       | Eeva Liina Ojanaho                                     | 15:50                                                  | +0:37                                                  |
| 4                                                       | Matthieu Buehrer                                        | 16:03                                                   | +0:16                                                   | 4                                                      | Kristin Melby Jacobsen                                 | 15:52                                                  | +0:39                                                  |
| 5                                                       | Sampo Sankelo                                           | 16:06                                                   | +0:19                                                   | 5                                                      | Viktoria Mag                                           | 15:53                                                  | +0:40                                                  |
| 6                                                       | Jakub Chaloupsky                                        | 16 :07                                                  | +0 :20                                                  | 6                                                      | Penelope Salmon                                        | 16 :03                                                 | +0 :50                                                 |
| 7                                                       | Iver Dalsaune Thun                                      | 16 :11                                                  | +0 :24                                                  | 7                                                      | Henriette Radzikowski                                  | 16 :08                                                 | +0 :55                                                 |
| 8                                                       | Jim Bailey                                              | 16 :12                                                  | +0 :25                                                  | 8                                                      | Anna Karlova                                           | 16 :09                                                 | +0 :56                                                 |

## Sprint štafety
| Zlatá medaile    | Maďarsko 1 (Viktoria Mag, Tamas Felfoldi, Marton Csoboth, Rita Maramarosi)        | 49:44  | –      |
| Stříbrná medaile | Norsko 1 (Kristin Melby Jacobsen, Iver Dalsaune Thun, Brage Takle, Pia Young Vik) | 49:57  | +0:13  |
| Bronzová medaile | Finsko 1 (Salla Isoherranen, Sampo Sankelo, Aarni Ronkainen, Eeva Liina Ojanaho)  | 50:11  | +0:27  |
| 4                | Francie 1 (Annabelle Delenne, Mathias Barros Vallet, Guilhem Verove, Alix Villar) | 50:28  | +0:44  |
| 5                | Česko 1 (Anna Karlova, Daniel Bolehovsky, Jakub Chaloupsky, Lucie Dittrichova)    | 50:42  | +0:58  |
| 6                | Švédsko 1(Klara Borg ,Hannes Mogensen ,Noel Braun ,Elsa Sonesson )                | 51 :02 | +1 :18 |
| 7                | Švýcarsko 1(Kati Hotz ,Benjamin Wey ,Matthieu Buehrer ,Ines Berger )              | 51 :17 | +1 :33 |
| 8                | Austrálie 1(Mila Key ,Callum White ,Cooper Horley ,Nea Shingler )                 | 51 :59 | +2 :15 |

## Middle
| Zkrácené výsledky – Middle (JWOC 2023)                                   | Zkrácené výsledky – Middle (JWOC 2023)                                   | Zkrácené výsledky – Middle (JWOC 2023)                                   | Zkrácené výsledky – Middle (JWOC 2023)                                   | Zkrácené výsledky – Middle (JWOC 2023)                                  | Zkrácené výsledky – Middle (JWOC 2023)                                  | Zkrácené výsledky – Middle (JWOC 2023)                                  | Zkrácené výsledky – Middle (JWOC 2023)                                  |
| Muži                                                                     | Muži                                                                     | Muži                                                                     | Muži                                                                     | Ženy                                                                    | Ženy                                                                    | Ženy                                                                    | Ženy                                                                    |
| ------------------------------------------------------------------------ | ------------------------------------------------------------------------ | ------------------------------------------------------------------------ | ------------------------------------------------------------------------ | ----------------------------------------------------------------------- | ----------------------------------------------------------------------- | ----------------------------------------------------------------------- | ----------------------------------------------------------------------- |
| - Traťové parametry: 4,9 km, 155 m převýšení, 18 kontrol - 176 závodníků | - Traťové parametry: 4,9 km, 155 m převýšení, 18 kontrol - 176 závodníků | - Traťové parametry: 4,9 km, 155 m převýšení, 18 kontrol - 176 závodníků | - Traťové parametry: 4,9 km, 155 m převýšení, 18 kontrol - 176 závodníků | - Traťové parametry: 4,0 km, 130 m převýšení, 14 kontrol - 152 závodnic | - Traťové parametry: 4,0 km, 130 m převýšení, 14 kontrol - 152 závodnic | - Traťové parametry: 4,0 km, 130 m převýšení, 14 kontrol - 152 závodnic | - Traťové parametry: 4,0 km, 130 m převýšení, 14 kontrol - 152 závodnic |
| Umístění                                                                 | Jméno                                                                    | Čas                                                                      | Ztráta                                                                   | Umístění                                                                | Jméno                                                                   | Čas                                                                     | Ztráta                                                                  |
| Zlatá medaile                                                            | Hannes Mogensen                                                          | 24:39                                                                    | –                                                                        | Zlatá medaile                                                           | Henriette Radzikowski                                                   | 25:42                                                                   | –                                                                       |
| Stříbrná medaile                                                         | Jakub Chaloupsky                                                         | 25:22                                                                    | +0:43                                                                    | Stříbrná medaile                                                        | Lucie Dittrichova                                                       | 25:46                                                                   | +0:04                                                                   |
| Bronzová medaile                                                         | Oscar David Brom Jensen                                                  | 25:55                                                                    | +1:16                                                                    | Bronzová medaile                                                        | Pia Young Vik                                                           | 25:56                                                                   | +0:14                                                                   |
| 4                                                                        | Noel Braun                                                               | 26:30                                                                    | +1:51                                                                    | 4                                                                       | Ines Berger                                                             | 26:01                                                                   | +0:19                                                                   |
| 5                                                                        | Dominic Mueller                                                          | 26:37                                                                    | +1:58                                                                    | 5                                                                       | Ingeborg Rygg Eikeland                                                  | 26:09                                                                   | +0:27                                                                   |
| 5                                                                        | Pascal Schaerer                                                          | 26 :37                                                                   | +1 :58                                                                   | 6                                                                       | Alma Svennerud                                                          | 26 :13                                                                  | +0 :31                                                                  |
| 7                                                                        | Aarni Ronkainen                                                          | 27 :19                                                                   | +2 :40                                                                   | 7                                                                       | Viktoria Mag                                                            | 26 :16                                                                  | +0 :34                                                                  |
| 8                                                                        | Alfred Bjoerneroed                                                       | 27 :28                                                                   | +2 :49                                                                   | 8                                                                       | Eeva Liina Ojanaho                                                      | 26 :22                                                                  | +0 :40                                                                  |

## Long
| Zkrácené výsledky – Long (JWOC 2023)                                      | Zkrácené výsledky – Long (JWOC 2023)                                      | Zkrácené výsledky – Long (JWOC 2023)                                      | Zkrácené výsledky – Long (JWOC 2023)                                      | Zkrácené výsledky – Long (JWOC 2023)                                    | Zkrácené výsledky – Long (JWOC 2023)                                    | Zkrácené výsledky – Long (JWOC 2023)                                    | Zkrácené výsledky – Long (JWOC 2023)                                    |
| Muži                                                                      | Muži                                                                      | Muži                                                                      | Muži                                                                      | Ženy                                                                    | Ženy                                                                    | Ženy                                                                    | Ženy                                                                    |
| ------------------------------------------------------------------------- | ------------------------------------------------------------------------- | ------------------------------------------------------------------------- | ------------------------------------------------------------------------- | ----------------------------------------------------------------------- | ----------------------------------------------------------------------- | ----------------------------------------------------------------------- | ----------------------------------------------------------------------- |
| - Traťové parametry: 10,7 km, 585 m převýšení, 23 kontrol - 174 závodníků | - Traťové parametry: 10,7 km, 585 m převýšení, 23 kontrol - 174 závodníků | - Traťové parametry: 10,7 km, 585 m převýšení, 23 kontrol - 174 závodníků | - Traťové parametry: 10,7 km, 585 m převýšení, 23 kontrol - 174 závodníků | - Traťové parametry: 7,8 km, 310 m převýšení, 17 kontrol - 147 závodnic | - Traťové parametry: 7,8 km, 310 m převýšení, 17 kontrol - 147 závodnic | - Traťové parametry: 7,8 km, 310 m převýšení, 17 kontrol - 147 závodnic | - Traťové parametry: 7,8 km, 310 m převýšení, 17 kontrol - 147 závodnic |
| Umístění                                                                  | Jméno                                                                     | Čas                                                                       | Ztráta                                                                    | Umístění                                                                | Jméno                                                                   | Čas                                                                     | Ztráta                                                                  |
| Zlatá medaile                                                             | Jakub Chaloupsky                                                          | 1:11:20                                                                   | –                                                                         | Zlatá medaile                                                           | Lucie Dittrichova                                                       | 57:28                                                                   | –                                                                       |
| Stříbrná medaile                                                          | Noel Braun                                                                | 1:14:28                                                                   | +3:08                                                                     | Stříbrná medaile                                                        | Henriette Radzikowski                                                   | 57:29                                                                   | +0:01                                                                   |
| Bronzová medaile                                                          | Pascal Schaerer                                                           | 1:15:12                                                                   | +3:52                                                                     | Bronzová medaile                                                        | Pia Young Vik                                                           | 58:33                                                                   | +1:05                                                                   |
| 4                                                                         | Matthieu Buehrer                                                          | 1:15:50                                                                   | +4:30                                                                     | 4                                                                       | Mathea Gloerersen                                                       | 58:44                                                                   | +1:16                                                                   |
| 5                                                                         | Zefa Faavae                                                               | 1:15:54                                                                   | +4:34                                                                     | 5                                                                       | Eeva Liina Ojanaho                                                      | 59:22                                                                   | +1:54                                                                   |
| 6                                                                         | Stanislaw Pachnik                                                         | 1 :18 :42                                                                 | +7 :22                                                                    | 6                                                                       | Hanna Sudol                                                             | 1 :01 :11                                                               | +3 :43                                                                  |
| 7                                                                         | Joschi Schmid                                                             | 1 :19 :14                                                                 | +7 :54                                                                    | 7                                                                       | Salla Isoherranen                                                       | 1 :01 :25                                                               | +3 :57                                                                  |
| 8                                                                         | Antoine Derlot                                                            | 1 :19 :17                                                                 | +7 :57                                                                    | 8                                                                       | Anna Karlova                                                            | 1 :01 :42                                                               | +4 :14                                                                  |

## Štafety
| Zkrácené výsledky – Forest Relay (JWOC 2023)                 | Zkrácené výsledky – Forest Relay (JWOC 2023)                            | Zkrácené výsledky – Forest Relay (JWOC 2023)                 | Zkrácené výsledky – Forest Relay (JWOC 2023)                 | Zkrácené výsledky – Forest Relay (JWOC 2023)                 | Zkrácené výsledky – Forest Relay (JWOC 2023)                                | Zkrácené výsledky – Forest Relay (JWOC 2023)                 | Zkrácené výsledky – Forest Relay (JWOC 2023)                 |
| Muži                                                         | Muži                                                                    | Muži                                                         | Muži                                                         | Ženy                                                         | Ženy                                                                        | Ženy                                                         | Ženy                                                         |
| ------------------------------------------------------------ | ----------------------------------------------------------------------- | ------------------------------------------------------------ | ------------------------------------------------------------ | ------------------------------------------------------------ | --------------------------------------------------------------------------- | ------------------------------------------------------------ | ------------------------------------------------------------ |
| - Traťové parametry: neuvedeno - Mapa: neuvedeno - 54 štafet | - Traťové parametry: neuvedeno - Mapa: neuvedeno - 54 štafet            | - Traťové parametry: neuvedeno - Mapa: neuvedeno - 54 štafet | - Traťové parametry: neuvedeno - Mapa: neuvedeno - 54 štafet | - Traťové parametry: neuvedeno - Mapa: neuvedeno - 43 štafet | - Traťové parametry: neuvedeno - Mapa: neuvedeno - 43 štafet                | - Traťové parametry: neuvedeno - Mapa: neuvedeno - 43 štafet | - Traťové parametry: neuvedeno - Mapa: neuvedeno - 43 štafet |
| Umístění                                                     | Tým a závodníci (Muži)                                                  | Čas (Muži)                                                   | Ztráta                                                       | Umístění                                                     | Tým a závodnice (Ženy)                                                      | Čas (Ženy)                                                   | Ztráta                                                       |
| Zlatá medaile                                                | Česko 1 (Daniel Bolehovsky, Jiri Donda, Jakub Chaloupsky)               | 1:34:33                                                      | –                                                            | Zlatá medaile                                                | Maďarsko 1 (Boglarka Czako, Viktoria Mag, Rita Maramarosi)                  | 1:20:44                                                      | –                                                            |
| Stříbrná medaile                                             | Švýcarsko 2 (Joschi Schmid, Elia Ren, Benjamin Wey)                     | 1:34:52                                                      | +0:19                                                        | Stříbrná medaile                                             | Česko 1 (Anna Karlova, Marketa Mulickova, Lucie Dittrichova)                | 1:20:45                                                      | +0:01                                                        |
| Bronzová medaile                                             | Finsko 1 (Jussi Raasakka, Santeri Kirjavainen, Aarni Ronkainen)         | 1:37:51                                                      | +3:18                                                        | Bronzová medaile                                             | Norsko 1 (Kristin Melby Jacobsen, Mathea Gloerersen, Pia Young Vik)         | 1:21:14                                                      | +0:30                                                        |
| 4                                                            | Německo 1 (Marek Pompe, Konrad Stamer, Anselm Reichenbach)              | 1:39:12                                                      | +4:39                                                        | 4                                                            | Finsko 2 (Silva Kemppi, Virna Pellikka, Jenny Ojala)                        | 1:23:08                                                      | +2:24                                                        |
| 5                                                            | Norsko 1 (Alfred Bjoerneroed, Martin Vehus Skjerve, Iver Dalsaune Thun) | 1:39:25                                                      | +4:52                                                        | 5                                                            | Dánsko 1 (Sigrid Hoeyer Staugaard, Amalie Ertmann, Eva Ornhagen Joergensen) | 1:25:06                                                      | +4:22                                                        |
| 6                                                            | Francie 2(Antoine Derlot ,Romain Pichard ,Mathias Lataste )             | 1 :39 :29                                                    | +4 :56                                                       | 6                                                            | Francie 1(Annabelle Delenne ,Diane Body ,Alix Villar )                      | 1 :30 :05                                                    | +9 :21                                                       |
| 7                                                            | Velká Británie 1(Jim Bailey ,James Hammond ,Euan Tryner )               | 1 :39 :48                                                    | +5 :15                                                       | 7                                                            | Velká Británie 1(Imogen Pieters ,Rachel Brown ,Isobel Howard )              | 1 :31 :52                                                    | +11 :08                                                      |
| 8                                                            | Nový Zéland 1(Felix Hunt ,Ryan Moore ,Zefa Faavae )                     | 1 :40 :58                                                    | +6 :25                                                       | 8                                                            | Švýcarsko 2(Nina Hubmann ,Lisa Haldemann ,Kati Hotz )                       | 1 :33 :17                                                    | +12 :33                                                      |